# Kabinett Ürgüplü
Das Kabinett Ürgüplü war die 29. Regierung der Türkei, die vom 20. Februar 1965 bis zum 27. Oktober 1965 durch Ministerpräsident Suat Hayri Ürgüplü geleitet wurde.
Nachdem die Koalitionen der Cumhuriyet Halk Partisi unter Ministerpräsident İsmet İnönü mit der Adalet Partisi sowie mit Yeni Türkiye Partisi und Cumhuriyetçi Köylü Millet Partisi gescheitert waren, setzte Inönü auf eine Minderheitsregierung, die von der Yeni Türkiye Partisi und unabhängigen Abgeordneten unterstützt wurde. Am 13. Februar 1965 versagte das Parlament dem Haushaltsplan die Zustimmung. Damit war Inönü gescheitert. Er trat zurück und der parteilose Senator Suat Hayri Ürgüplü wurde Ministerpräsident in einer Übergangsregierung, die bis zu den Neuwahlen im Oktober 1965 die Regierungsgeschäfte führte. An der Regierung waren alle Oppositionsparteien beteiligt, darunter auch die 1962 als Abspaltung von der CKMP von Osman Bölükbaşı gegründete Millet Partisi. 

## Minister
| Titel                                          | Name                                   | Partei          | Amtszeit                                                              |
| ---------------------------------------------- | -------------------------------------- | --------------- | --------------------------------------------------------------------- |
| Ministerpräsident                              | Suat Hayri Ürgüplü                     | unabhängig      |                                                                       |
| Stellvertretender Ministerpräsident            | Süleyman Demirel                       | AP              |                                                                       |
| Staatsminister                                 |                                        |                 |                                                                       |
| Hayati Ataman                                  | MP                                     |                 |                                                                       |
| Mehmet Altınsoy                                | CKMP                                   |                 |                                                                       |
| Şekip İnal                                     | YTP                                    |                 |                                                                       |
| Justizminister                                 | İrfan Baran Hayati Köknel              | CKMP unabhängig | 20. Februar 1965 – 31. Juli 1965 31. Juli 1965 – 27. Oktober 1965     |
| Verteidigungsminister                          | Hasan Dinçer Hazım Dağlı               | CKMP CKMP       | 20. Februar 1965 – 10. August 1965 10. August 1965 – 27. Oktober 1965 |
| Innenminister                                  | İsmail Hakkı Akdoğan İzzet Gencer      | MP unabhängig   |                                                                       |
| Außenminister                                  | Hasan Esat Işık                        | unabhängig      |                                                                       |
| Finanzminister                                 | İhsan Gürsan                           | AP              |                                                                       |
| Bildungsminister                               | Cihat Bilgehan                         | AP              |                                                                       |
| Minister für öffentliche Arbeiten              | Orhan Alp                              | unabhängig      |                                                                       |
| Minister für Monopole                          | Ahmet Topaloğlu                        | AP              |                                                                       |
| Handelsminister                                | Macit Zeren                            | AP              |                                                                       |
| Minister für Gesundheit und Sozialhilfe        | Faruk Sükan                            | AP              |                                                                       |
| Landwirtschaftsminister                        | Turhan Kapanlı                         | YTP             |                                                                       |
| Minister für Bau- und Siedlungswesen           | Recai İskenderoğlu                     | YTP             |                                                                       |
| Verkehrsminister                               | Mithat San Kazım Yurdakul              | YTP unabhängig  | 20. Februar 1965 – 31. Juli 1965 31. Juli 1965 – 27. Oktober 1965     |
| Industrieminister                              | Ali Naili Erdem                        | AP              |                                                                       |
| Minister für Kultur und Tourismus              | Ömer Zekai Dorman İsmail Hakkı Akdoğan | MP MP           | 20. Februar 1965 – 28. August 1965 28. August 1965 – 27. Oktober 1965 |
| Minister für dörfliche Angelegenheiten         | Seyfi Öztürk Mustafa Kepir             | CKMP CKMP       | 20. Februar 1965 – 10. August 1965 10. August 1965 – 27. Oktober 1965 |
| Minister für Arbeit und soziale Sicherheit     | İhsan Sabri Çağlayangil                | AP              |                                                                       |
| Minister für Energie und natürliche Ressourcen | Mehmet Turgut                          | AP              |                                                                       |